# Hywel ab Iorwerth

Wappen von Hywel of Caerleon

Hywel ab Iorwerth (auch Hywel of Caerleon genannt) († um 1216) war ein walisischer Lord von Caerleon.

## Leben
Er war der älteste überlebende Sohn von Iorwerth ab Owain, einem Enkel von Caradog ap Gruffydd und walisischen Lord of Caerleon. 1173 eroberte er Caerleon Castle und die Ebenen von Gwent von Richard Strongbow, dem Lord of Chepstow. 1175 blendete und kastrierte er seinen Onkel Owain Pen-Carn, den jüngeren Bruder seines Vaters, um seine Nachfolge zu sichern. Spätestens 1184 wurde er Erbe seines Vaters und Herr von Llefennydd, Caerleon und dem bewaldete Bergland von Gwynllŵg. Er gilt als Gründer der Zisterzienserabtei Llantarnam Abbey, die jedoch vielleicht schon von seinem Vater gegründet wurde. 1182 brannte er als Vergeltung für das Massaker an seinen Onkel Seisyll ap Dyfnwal Abergavenny Castle, eine Burg des anglonormannischen Barons William de Braose nieder. Während des Aufstandes nach dem Tod von William FitzRobert, 2. Earl of Gloucester 1184 und 1185 stand er jedoch als einziger walisischer Lord in Südostwales auf Seiten der Engländer. Er führte eine Streitmacht zur Verteidigung von Glamorgan gegen walisische Angriffe und diente als Kastellan von Newcastle bei Bridgend. Auch in den folgenden Jahren stand er auf Seiten der Engländer und unterzeichnete Urkunden als „Hywel, Lord of Caerleon“. Nach 1199 verlor er einen Rechtsstreit gegen seine Schwester Nest, die nach dem Tod ihres Mannes ein Gut bei Newport von ihm erstritt.
Sein Nachfolger wurde sein Sohn Morgan ap Hywel. Seine Tochter Gwenllian heiratete Maredudd Gethin, einen Sohn von Lord Rhys.